# Pilar Campesino
María del Pilar Campesino y Romero (Ciudad de México, 15 de junio de 1945) es una escritora, poeta y dramaturga mexicana.

## Trayectoria
Estudió psicología en la Universidad Iberoamericana. Fue becaria del Centro Mexicano de Escritores en 1969. Su obra se enmarca dentro de la corriente nueva dramaturgia junto a Enrique Ballesté, José Agustín y Willebaldo López.
Escribió guiones para cine, actividad en la que colaboró con el director Gabriel Retes en filmes como Chin chin el teporocho (1975), Las devastaciones de los piratas (1983 y El bulto (1992).

## Obra
- Los objetos malos (1967)
- Verano negro (1968)
- Octubre terminó hace mucho tiempo (1970)
- Superocho (1980)
- Flor y canto de un pueblo (1983)
- Del corazón a la palabra (1989)
- La partida (1989)
- Mi oequeño Tristán tu eres el amo (1989)
- Incoherencias (1992)
- Las tres, siempre seremos las tres
- Esto es nosotros (1992)
- El tinglado (1994)